# Harold Culbert
Harold Culbert, né le 16 mai 1944 à Woodstock au Nouveau-Brunswick et mort le 1er mars 2005 dans la même ville, est un homme d'affaires et homme politique canadien. 

## Biographie
Il représente la circonscription fédérale de Carleton-Charlotte du 25 octobre 1993 au 1er juin 1997 sous l'étiquette libérale. Il est également maire de Woodstock de 1980 à 1992. 